# Die alte Mühle
Die alte Mühle ist ein US-amerikanischer animierter Disney-Kurzfilm von Wilfred Jackson und Graham Heid aus dem Jahr 1937.

## Handlung
Eine Spinne spinnt langsam ihr Netz, unweit liegt eine alte, verfallene Mühle nahe einem kleinen Teich in der Abenddämmerung. Auf einem Holzrad im Inneren der Mühle brütet ein Vogel und wird von seinem Partner gefüttert, Mäuse bereiten sich auf die Nacht vor, ein Turteltaubenpärchen sitzt im Fenster, und ein Uhu schläft. Die Fledermäuse unter dem Dach erwachen gähnend und fliegen in die Nacht. Auf dem Teich vor der Mühle schließen sich die Seerosen, Frösche sammeln sich zum Abendkonzert, Grillen zirpen, und Glühwürmchen steigen auf.
Die Frösche springen plötzlich in den Teich, als sich ein Gewitter ankündigt. Es beginnt zu regnen und zu stürmen, ein Teil des Mühlendachs wird abgedeckt. In der Mühle wird der Uhu durchgeschüttelt und sucht eilig Schutz vor dem eindringenden Regen. Der Vogel sieht sein Nest in Gefahr, als sich das mit einem Seil fixierte Holzzahnrad plötzlich zu drehen beginnt. Da das Nest genau in einer Radzahnvertiefung angelegt wurde, droht der Verlust der drei Vogeleier, doch fehlt zum Glück gerade der Zahn für die Nestvertiefung. Dennoch – die Mäuse reagieren verschreckt, der Uhu wird nass, als sich gesammeltes Wasser über ihn ergießt, die Turteltauben rücken enger aneinander, und beinahe stürzt die gesamte Mühle unter dem Sturm ein, der jedoch so plötzlich nachlässt, wie er begonnen hat. Die Mühle bleibt windschief stehen.
Es tagt. Die Fledermäuse kehren in die Mühle zurück, hängen sich unter das Dach und schlafen ein. Der Uhu sucht sich einen neuen Schlafplatz. Die Mäuse beruhigen sich. Aus den Eiern sind drei kleine Vogelkinder geschlüpft, die von ihren Eltern versorgt werden. Im Morgenlicht schimmert das zerstörte Spinnennetz. Von Anfang bis Ende wird nicht gesprochen.

## Produktion
Die alte Mühle kam am 5. November 1937 im Rahmen der Disney-Trickfilmreihe Silly Symphonies heraus. Es war der erste Disney-Animationsfilm, der mithilfe einer Multiplan-Kamera aufgenommen wurde.

## Veröffentlichung
Auf verschiedenen Veröffentlichungen seit 2011 (DVD, Blu-ray) von Bambi ist der Kurzfilm als Extra enthalten.

## Auszeichnungen
Die alte Mühle gewann 1938 den Oscar in der Kategorie „Bester animierter Kurzfilm“. Einen weiteren Oscar in der Kategorie „Wissenschaft und Entwicklung“ erhielt das Studio für die Entwicklung der Multiplan-Kamera.